# La Bréole
La Bréole é uma ex-comuna francesa na região administrativa da Provença-Alpes-Costa Azul, no departamento dos Alpes da Alta Provença. Estendeu-se por uma área de 39,7 km².
Em 1 de janeiro de 2017 foi fundida com a comuna de Saint-Vincent-les-Forts para a criação da nova comuna de Ubaye-Serre-Ponçon.